# Soueast V5
Soueast V5 Lingzhi (菱致) — компактный седан, выпускавшийся с 2012 по 2020 год китайской компанией Soueast. Пришёл на смену Soueast V3 Lingzhi.

## Описание
Впервые Soueast V5 был представлен в 2008 году на Пекинском автосалоне. Там же в 2012 году дебютировала серийная версия. Продажи начались в сентябре 2012 года.

### Технические характеристики
Soueast V5 базируется на той же платформе, что и Mitsubishi Lancer. Ценовой диапазон на V5 Lingzhi варьируется от 70000 до 90000 юаней. V5 оснащён импортным 1,8-литровым двигателем Mitsubishi 4B10 мощностью 144 л. с. в паре с вариатором или 1,5-литровыми атмосферными или турбированными двигателями в паре с пятиступенчатой механической трансмиссией. По состоянию на 2018 год, также выпускался электромобиль Soueast V5 EV.

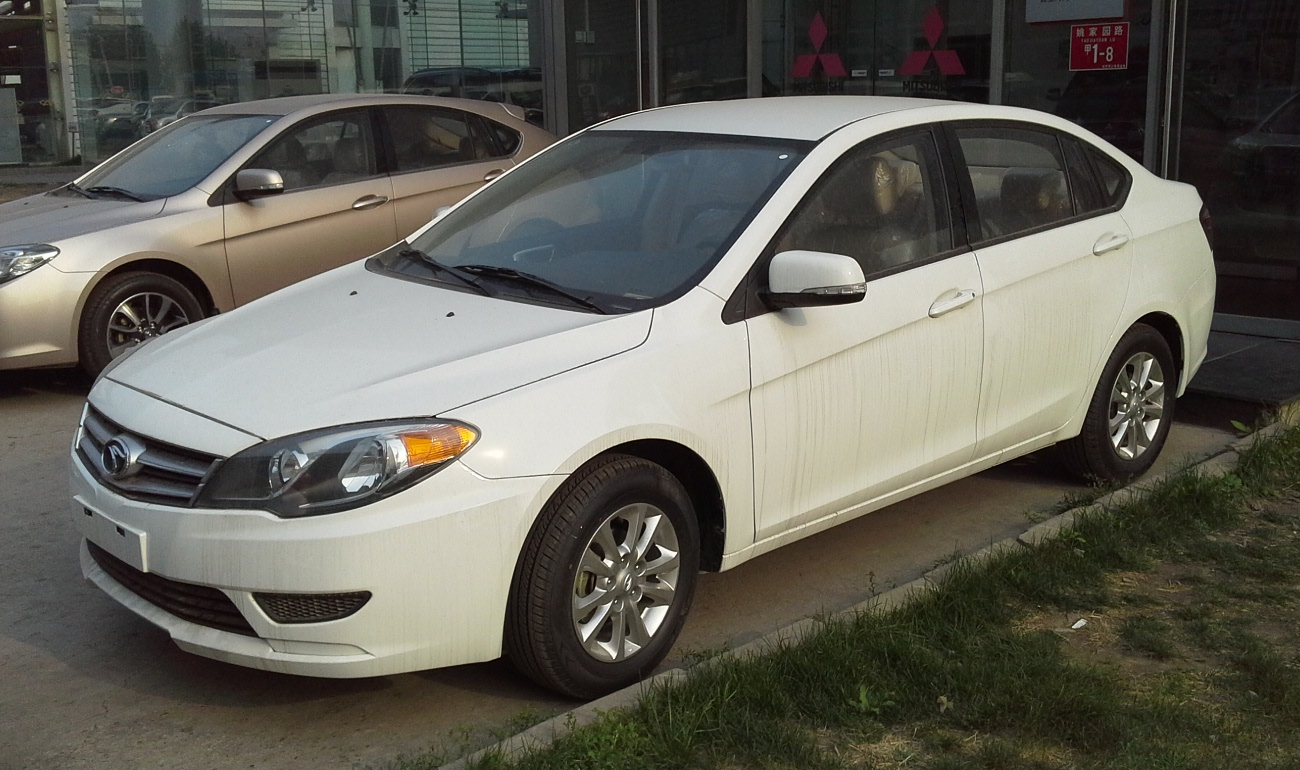
Soueast V5 Lingzhi
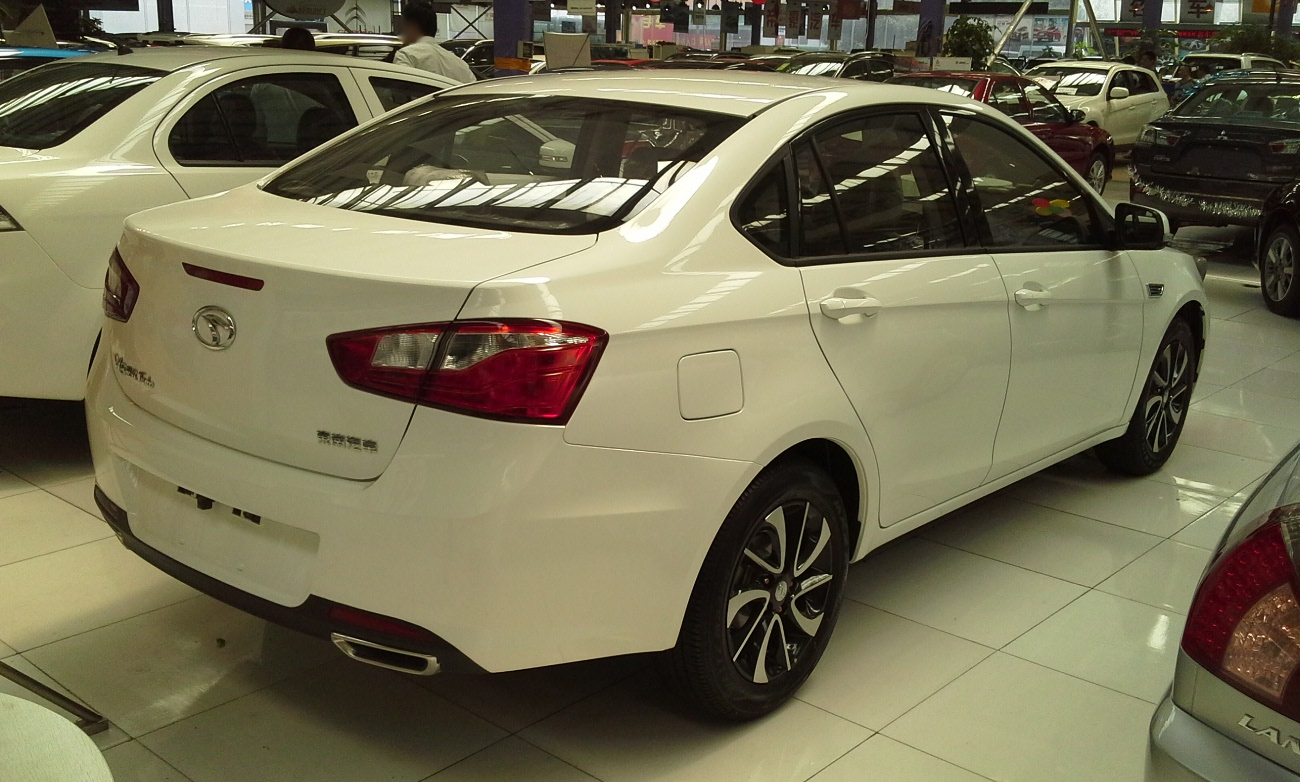
Вид сзади

### Soueast V5 Lingzhi Plus
В 2015 году Soueast V5 прошёл фейслифтинг и стал называться Lingzhi Plus. Автомобиль оснащается 1,5-литровым двигателем Mitsubishi 4A91 мощностью 110 кВт (150 л. с.) и крутящим моментом 200 Н·м. Длина, ширина и высота автомобиля — 4578×1775×1480 мм. Ценовой диапазон варьируется от 76900 до 105900 юаней.

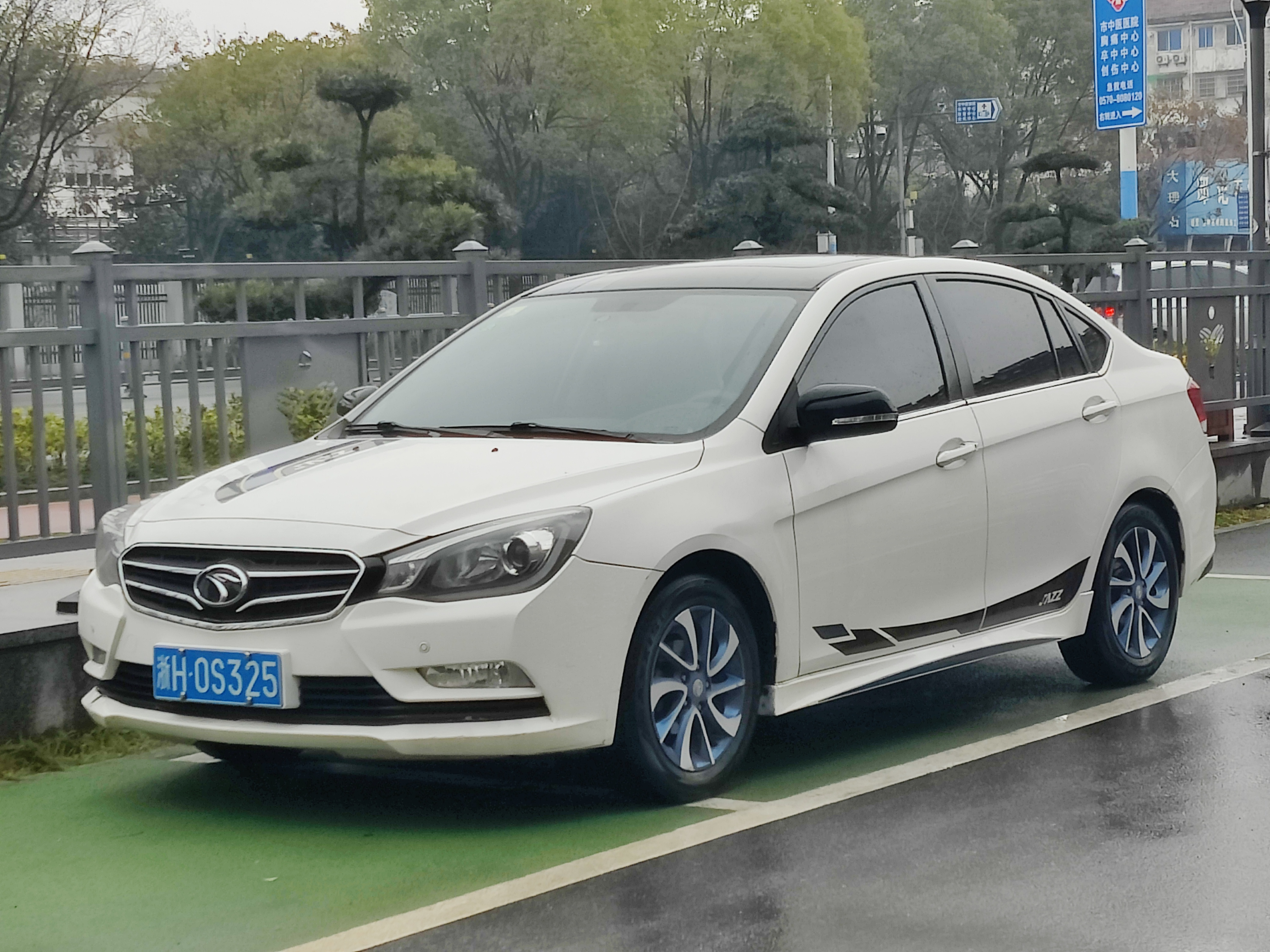
Soueast V5 Lingzhi Plus
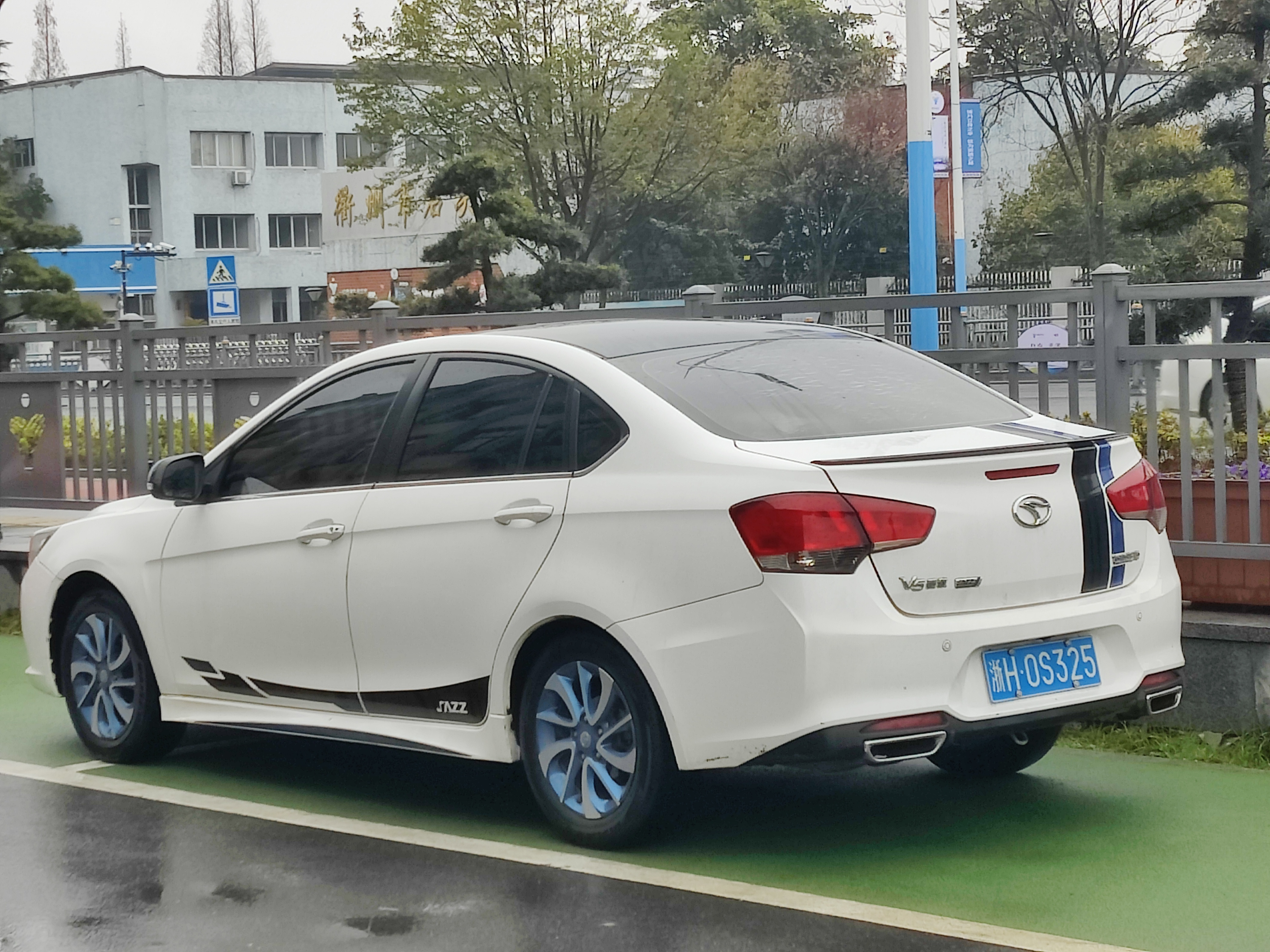
Вид сзади
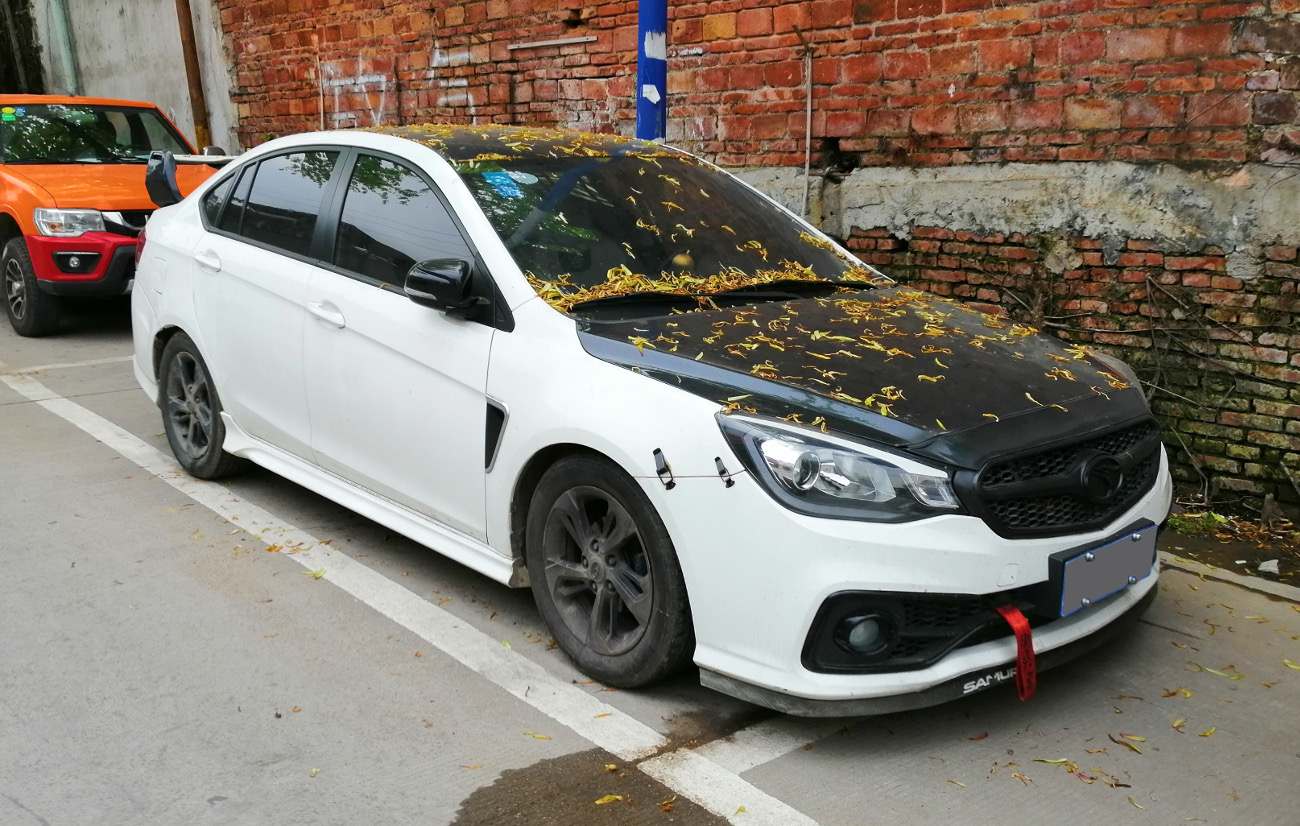
Модифицированный вариант Soueast V5 Lingzhi Plus
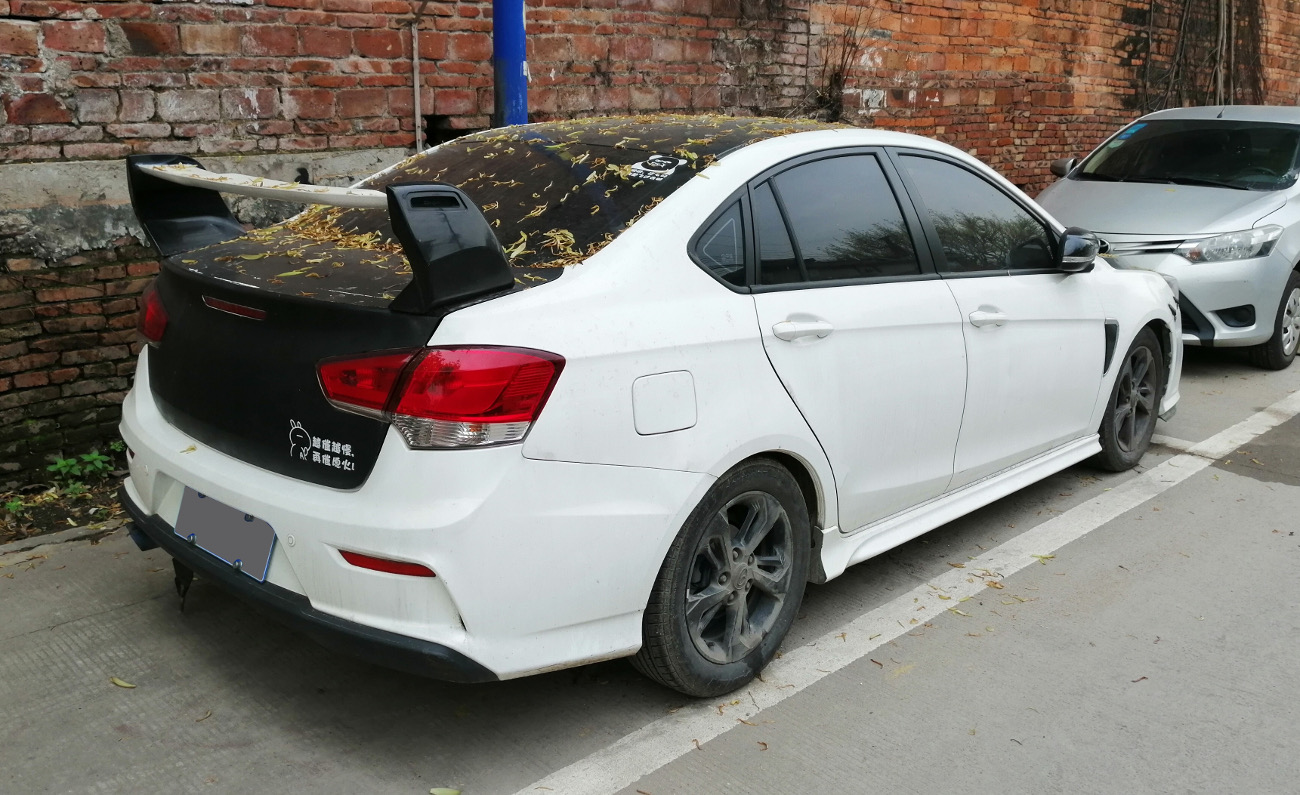
Вид сзади

## Soueast V6 Lingshi
Soueast V6 Ling Shi — хетчбэк на базе Soueast V5 Lingzhi. Впервые был представлен в апреле 2012 года на Пекинском автосалоне под названием Soueast V6. Ранняя серийная версия дебютировала в декабре 2012 года в Гуанчжоу, а официально модель была представлена в 2013 году на Шанхайском автосалоне.
V6 базируется на той же платформе, что и седан Soueast V5 Lingzhi. Автомобиль оснащён 1,5-литровым двигателем мощностью 120 л. с. и крутящим моментом 143 Н·м в паре с пятиступенчатой механической или бесступенчатой трансмиссией.

Хетчбэк Soueast V6 Lingshi официально был представлен в 2013 году на Шанхайском автосалоне. Продажи начались в Китае по цене от 74800 до 95800 юаней.

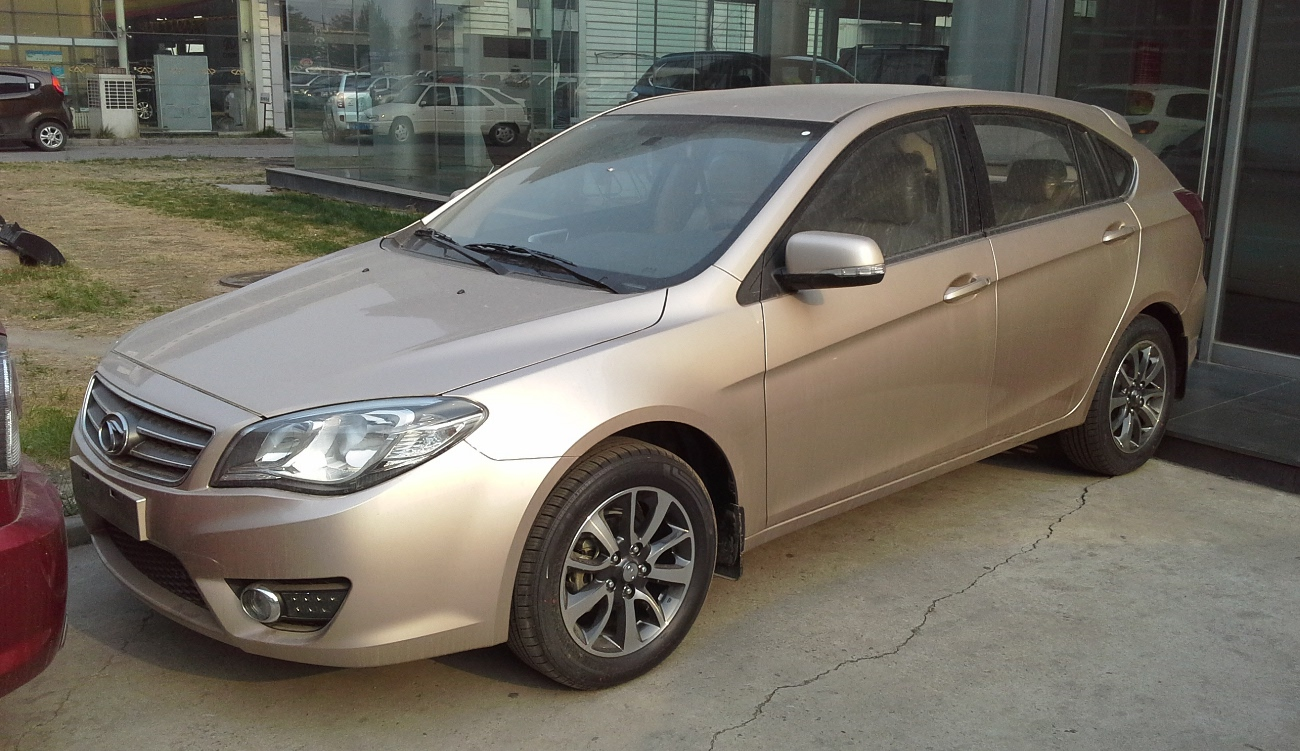
Вид спереди
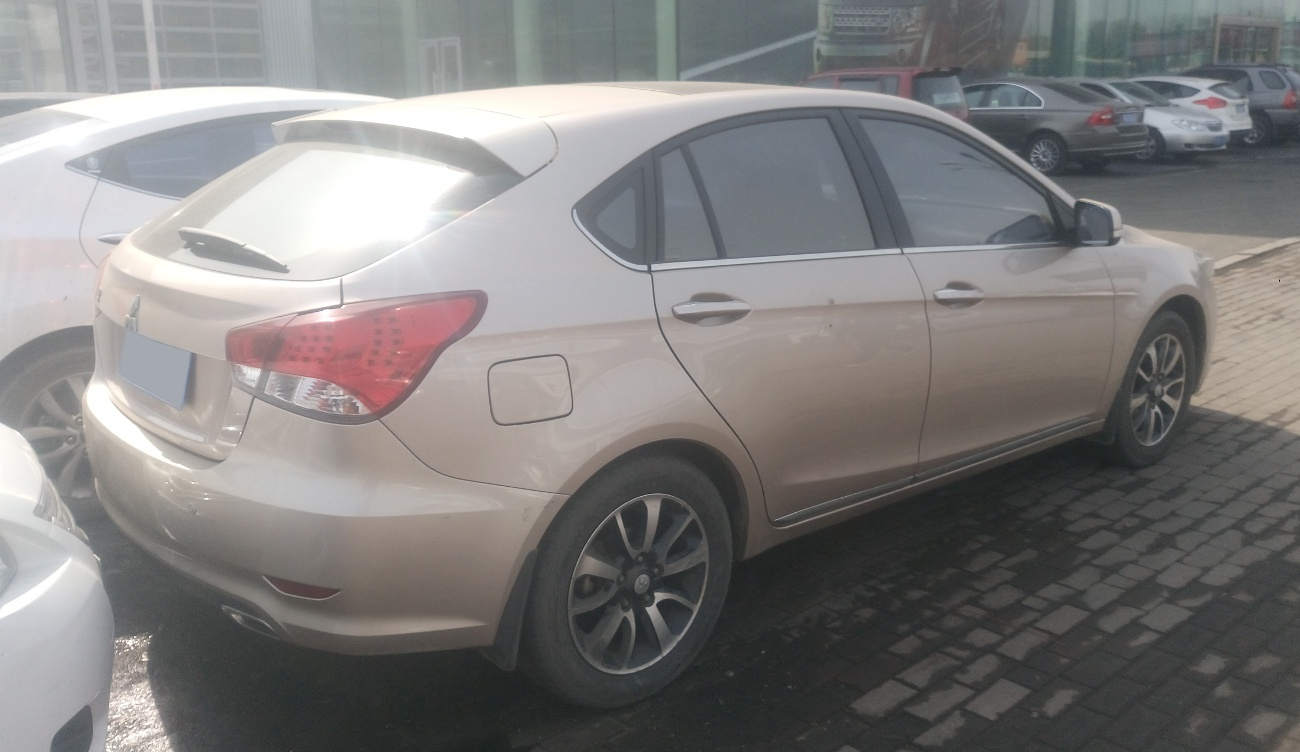
Вид сзади

### Soueast V6 Lingshi Turbo
Soueast V6 Lingshi Turbo является спортивным вариантом хетчбэка V6 с 1,5-литровым четырёхцилиндровым бензиновым турбодвигателем мощностью 141 л. с. и крутящим моментом 210 Н·м в паре шестиступенчатой механической или бесступенчатой трансмиссией. Продажи начались в конце 2013 года на китайском авторынке по цене от 86800 до 114800 юаней.

## Soueast V Cross
Кроссовер на базе хетчбэка Soueast V6 Lingshi, получивший название Soueast V6 Ling Shi Cross (позднее — Soueast V Cross), дебютировал в 2014 году на Пекинском автосалоне. Он оснащён 1,5-литровым атмосферным двигателем мощностью 120 л. с. и крутящим моментом 143 Н·м или 1,5-литровым турбированным двигателем мощностью 141 л. с. и крутящим моментом 210 Н·м. 1,5-литровый атмосферный двигатель сочетается в паре с пятиступенчатой механической трансмиссией, в то время как 1,5-литровый турбированный двигатель сочетается в паре с шестиступенчатой механической или бесступенчатой трансмиссией.

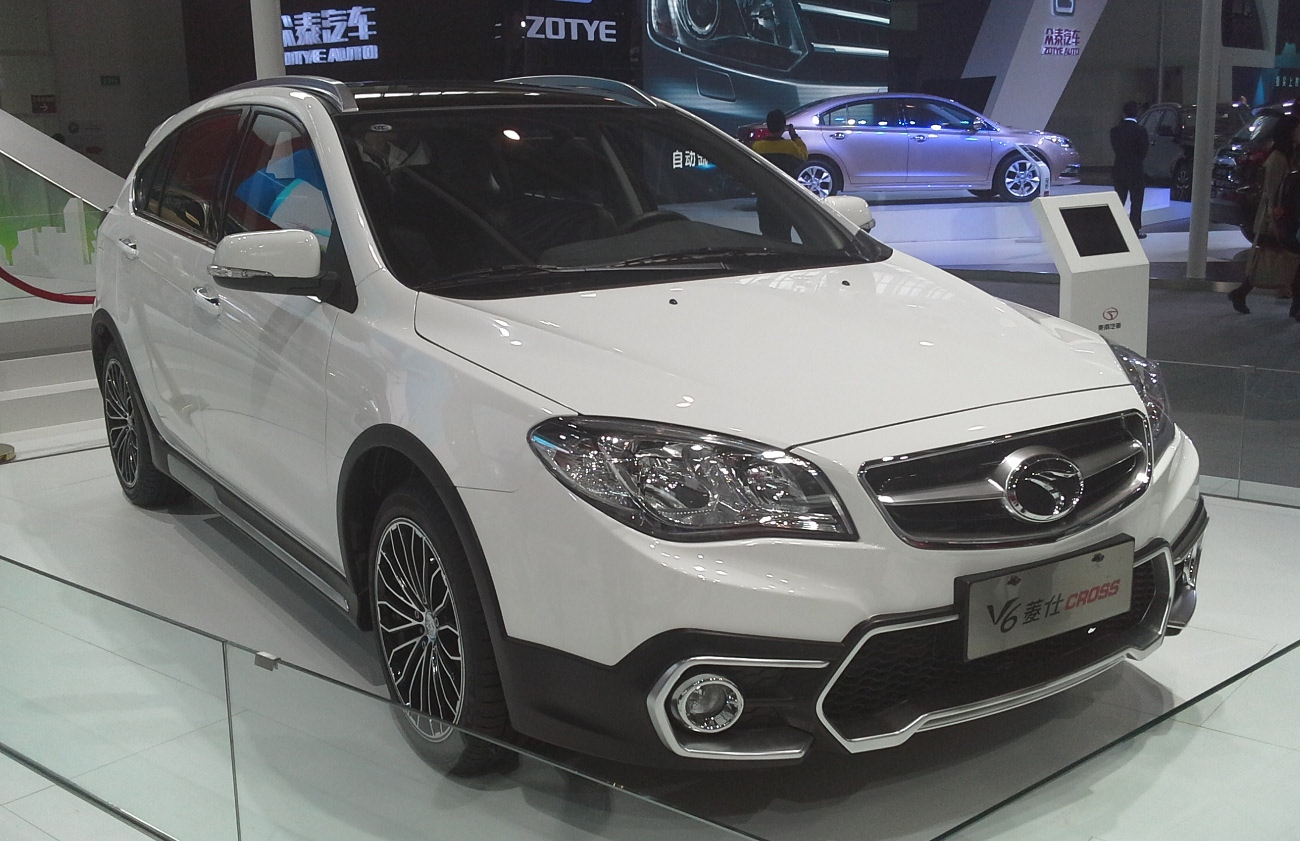
Вид спереди
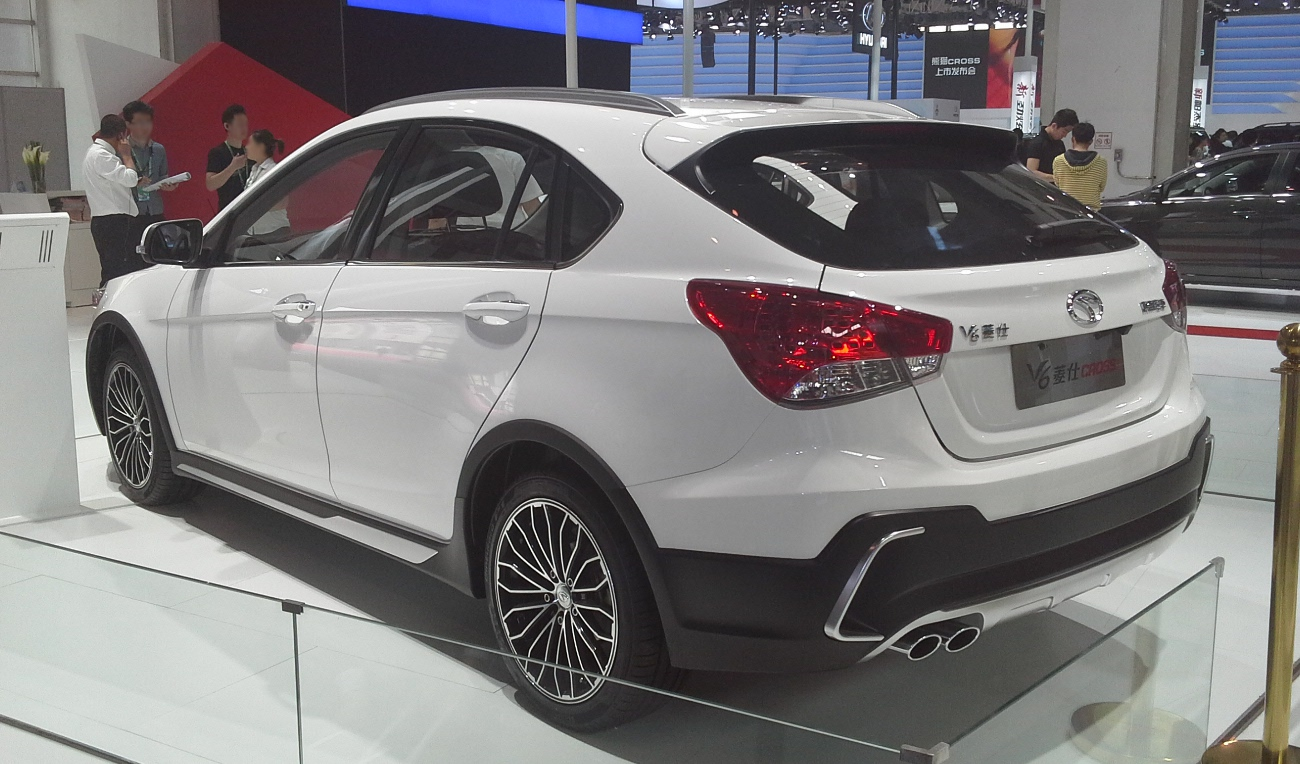
Вид сзади